# Cristoforo di Messisbugo
Cristoforo di Messisbugo, o Messi Sbugo, (... – Ferrara, 10 novembre 1548) è stato un cuoco italiano.

## Biografia

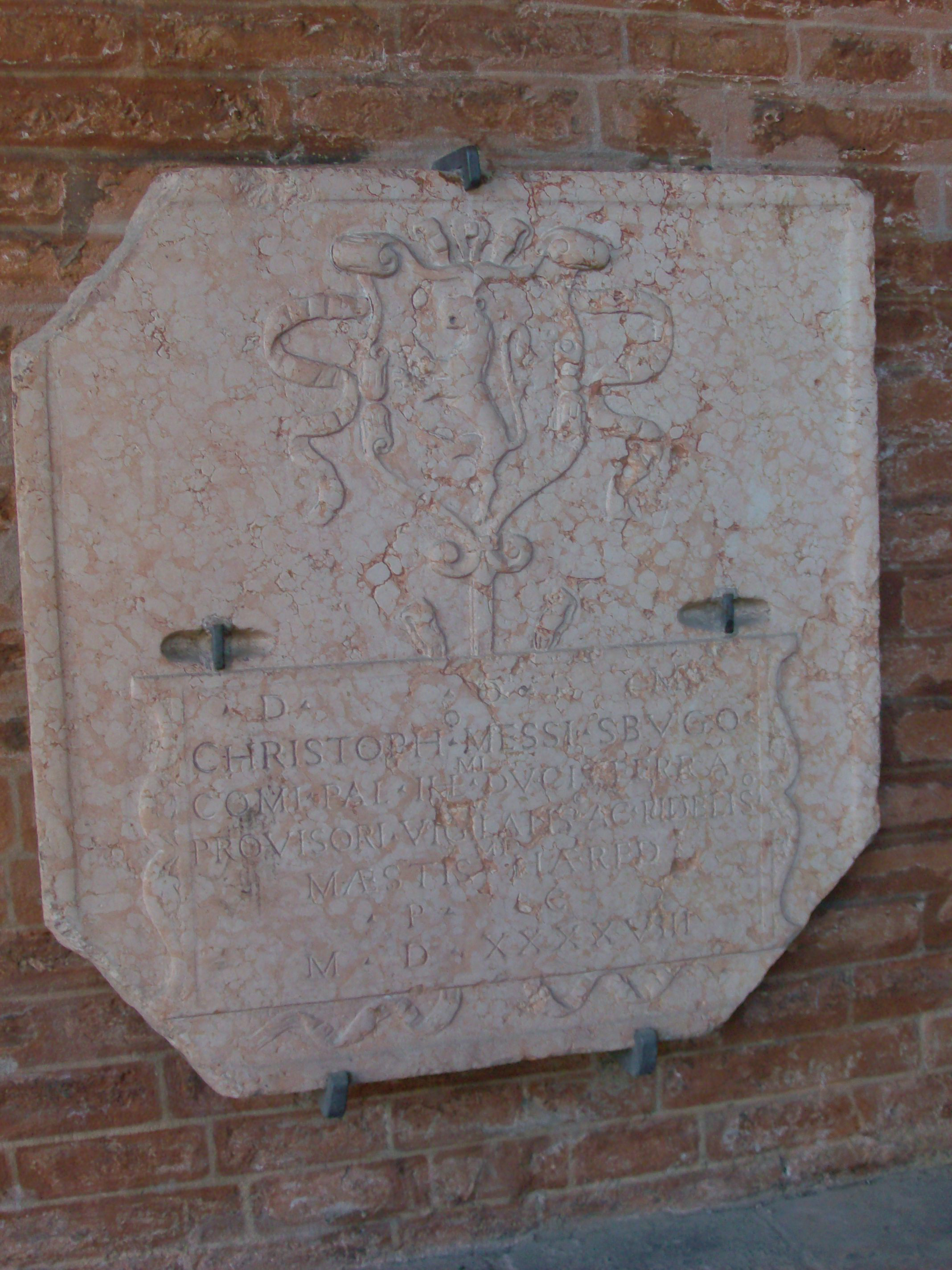
Lapide di Cristoforo di Messisbugo presso il monastero di Sant'Antonio in Polesine

Non si hanno molte notizie sulla vita di Cristoforo di Messisbugo (la forma unita del cognome è usata solo nella riedizione del suo trattato del 1561). Il padre, Antonio, servì i duchi di Ferrara nel 1491 e 1493. Cristoforo nel 1519 era sottosospenditore ducale e seguì Alfonso I d'Este in importanti missioni politiche e diplomatiche. Con Ercole II d'Este divenne provveditore, mantenendo l'incarico sino alla morte. Fu nominato conte palatino dall'imperatore  Carlo V il 10 gennaio 1533, e prese in moglie la nobile ferrarese Agnese di Giovanni Giocoli. Fu spesso chiamato alla corte dei Gonzaga di Mantova, quale consulente della duchessa Isabella d'Este.
Morì il 10 novembre 1548 e le sue spoglie furono sepolte a Ferrara, nella chiesa di Sant'Antonio in Polesine.

## Opere

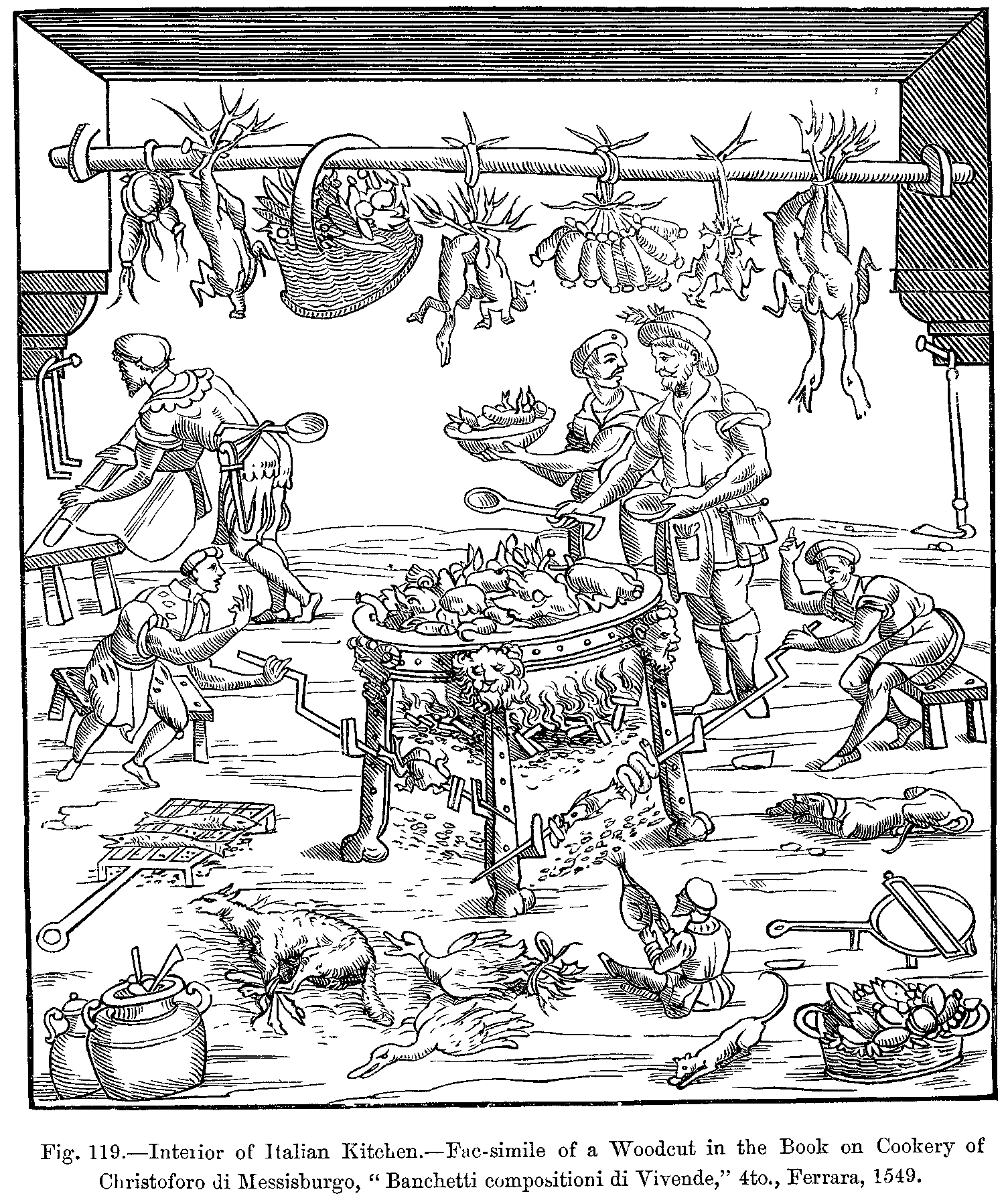
Interno di una cucina italiana, dal libro di cucina di Cristoforo da Messisbugo: Banchetti - Composizioni di vivande e apparecchio generale, 1549

Scrisse un importante libro di ricette, che sarà pubblicato postumo nel 1549, Banchetti - Composizione di vivande e apparecchio generale, in cui sono elencati tutti gli elementi necessari per approntare un banchetto principesco, dall'arredamento agli utensili da cucina, e contenente numerose ricette, meticolosamente dettagliate. Il libro rimane una pietra miliare nella storia della gastronomia europea del Rinascimento, che accoglie tradizioni e gusti italiani ma anche europei e extraeuropei, come la ricetta della Torta Hebraica.
Il trattato verrà ripubblicato con lievi varianti in numerose edizioni con il titolo Libro novo nel qual si insegna a far d'ogni sorte di vivanda, dove si trova la prima citazione conosciuta della preparazione del caviale di storione ferrarese "caviaro per mangiare, fresco, o per salvare". Gli storioni selvaggi allora abbondavano nel Po e lo si può dedurre dalle quantità di storione e caviale che Messisbugo descrive di avere usato nei diversi banchetti, esempio il "Desinare che fece il Conte Federico Quaglia allo Illustrissimo Duca di Chartres etc:"
- Cristoforo da Messisbugo, Banchetti - Composizioni di vivande e apparecchio generale, a cura di Fernando Bandini, Venezia, Neri Pozza, 1960  [1549], SBN SBL0572690.
- Cristoforo da Messisbugo, Libro nouo nel qual s'insegna, il modo d'ordinar banchetti ... Et a far d'ogni sorte di viuande ... Aggiontoui di nuouo, il modo di saper tagliare ogni sorte di carne ... opera ... composta per Christoforo di Messisbugo ... et hora di nuouo coretta, et  ristampata, In Venetia, al segno della Regina, 1578, SBN CERE052189.